# 複合タンパク質
複合タンパク質（ふくごうたんぱくしつ、英語: conjugated protein）は、タンパク質の分類の一つで、加水分解によりアミノ酸以外にも他の化合物を生成するタンパク質のことである。ムチン、ヘモグロビン、カゼインなどがそれに該当する。

## 複合タンパク質の種類
複合タンパク質は、非アミノ酸部分における化学的な性質により以下の種類に分類される。
- 糖タンパク質 - 炭水化物に結合したタンパク質
- リポタンパク質 - 脂質に結合したタンパク質
- 金属タンパク質 - 金属イオンに結合したタンパク質
- 核タンパク質 - リボ核酸に結合したタンパク質
- リンタンパク質 - リン酸基に結合したタンパク質

## タンパク質の分類
- 組成によるタンパク質の分類
  - 単純タンパク質
  - 複合タンパク質
- 三次元的な形によるタンパク質の分類
  - 繊維状タンパク質
  - 球状タンパク質